# Heterarthrus ochropoda
Heterarthrus ochropoda är en stekelart som först beskrevs av Johann Christoph Friedrich Klug 1818.  Heterarthrus ochropoda ingår i släktet Heterarthrus, och familjen bladsteklar. Arten är reproducerande i Sverige.